# Zuria Vega
Zuria Valeria Vega Sisto (Cidade do México, 10 de janeiro de 1989), mais conhecida apenas como Zuria Vega, é uma atriz e modelo mexicana.

## Biografia
Sua carreira começou desde pequena com atuação extra na obra de teatro "La Señora Presidente" que seu pai protagonizava e dirigia. Assistia a aulas de atuação, maia teve que abandonar para seguir com seus estudos na escola. Foi até os 17 anos, que o produtor Benjamín Cann a convidou para testes onde se selecionava o elenco da série S.O.S.: Sexo y otros Secretos obtendo o papel de "Roberta", filha de Luz María Zetina, sendo este seu primeiro trabalho na televisão.
Em janeiro de 2008, o produtor Roberto Gómez Fernández e Giselle González a chamaram para interpretar "Renata Higareda" na telenovela Alma de Hierro ao lado de atores como Alejandro Camacho e Blanca Guerra entre outros.
Mais foi no ano 2009 que a produtora Nathalie Lartilleux, a convida para protagonizar a telenovela Mar de Amor na que faz o papel de "Estrella Marina" ao lado de Mario Cimarro e Ninel Conde.
Em 2012 Zuria protagoniza a telenovela Un refugio para el amor, ao lado de Gabriel Soto.
Em 2013 protagonizou a telenovela de comédia Qué pobres tan ricos junto com Jaime Camil.
Em 2015 protagonizou junto com Mark Tacher a telenovela Que te perdone Dios.
Fez uma pequena participação no último capítulo de Simplemente María, em 2016.
Em 2017 protagoniza a novela Mi marido tiene família, junto com Daniel Arenas.

## Vida pessoal
É irmã da atriz Marimar Vega. Zuria é casada com o ator cubano Alberto Guerra. Em janeiro de 2017 nasceu a primeira filha do casal, Lúa. Em maio de 2019 nasceu o segundo filho deles, chamado Luka Guerra Vega.

## Filmografia

### Televisão
| Ano     | Título                             | Personagem                                        | Notas                         |
| ------- | ---------------------------------- | ------------------------------------------------- | ----------------------------- |
| 2007-08 | S.O.S.: Sexo y otros Secretos      | Roberta                                           |                               |
| 2008    | Alma de hierro                     | Renata Higareda Fontana                           |                               |
| 2009    | Mar de amor                        | Estrela Marinha Bricenho                          |                               |
| 2010    | Mujeres asesinas                   | Azucena Chávez Teutli                             | Episódio: "Azucena, liberada" |
| 2011    | El Equipo                          | Magdalena Sáenz                                   |                               |
| 2012    | Cloroformo                         | Valerie "La Morrita" Solís                        |                               |
| 2012    | Un refugio para el amor            | Luciana Jacinto Flores / Luciana Linares Talancón |                               |
| 2013    | Qué pobres tan ricos               | Maria Guadalupe "Lupita" Mendonça Martínez        |                               |
| 2015    | Que te perdone Dios                | Abigail Ríos / Abigail Ramos Flores               |                               |
| 2016    | Simplemente María                  | Ela mesma                                         | Episódio: "1 de maio de 2016" |
| 2017    | Las 13 Esposas de Wilson Fernandez | —                                                 | Episódio: "Maria Teresa"      |
| 2017    | Mi marido tiene familia            | Julieta Aguilar Rivera de Cooper                  | Temporada 1                   |
| 2018    | Mi marido tiene más familia        | Julieta Aguilar Rivera de Cooper                  | Temporada 2                   |
| 2021    | A Vingança das Juanas              | Juana Manuela                                     |                               |
| 2023    | Las pelotaris                      | Chelo                                             |                               |

### Cinema
| Ano  | Título                                          | Personagem              |
| ---- | ----------------------------------------------- | ----------------------- |
| 2010 | Sin ella                                        | Gabriela "Gaby" Sánchez |
| 2013 | No sé si cortarme las venas o dejármelas largas | Julia                   |
| 2014 | Más negro que la noche                          | Greta                   |
| 2014 | Elvira, te daría mi vida pero la estoy usando   | Ana                     |
| 2019 | En las buenas y en las malas                    | Valeria                 |

## Teatro
| Ano  | Teatro                                          | Personagem |
| ---- | ----------------------------------------------- | ---------- |
| 2016 | Feroces                                         | José       |
| 2015 | Los bonobos                                     | Ángeles    |
| 2013 | Cama para dos                                   |            |
| 2011 | Sin cura                                        | Bruna      |
| 2010 | No sé si cortarme las venas o dejármelas largas | Julia      |

## Prêmios e Indicações
| Ano  | Festival                                          | Categoria                         | Nomeações                   | Resultado |
| ---- | ------------------------------------------------- | --------------------------------- | --------------------------- | --------- |
| 2009 | Prêmio TVyNovelas                                 | Melhor Revelação Feminina         | Alma de hierro              | Venceu    |
| 2009 | Prêmio People en Español                          | Revelação do Ano                  | Alma de hierro              | Indicada  |
| 2009 | Prêmios Bravo                                     | Melhor Atriz Revelação            | Alma de hierro              | Venceu    |
| 2009 | Premios "El Telón de Oro"                         | Melhor Atriz Revelação            | Alma de hierro              | Venceu    |
| 2011 | Prêmios de la Agrupación de Periodistas Teatrales | Melhor Revelação em Comédia       | Sin cura                    | Venceu    |
| 2011 | Prêmio Diosas de Plata                            | Melhor Atriz Revelação            | Sin ella                    | Venceu    |
| 2012 | Prêmio People en Español                          | Revelação do Ano                  | Un refugio para el amor     | Venceu    |
| 2013 | Prêmio TVyNovelas                                 | Melhor Atriz Protagonista         | Un refugio para el amor     | Indicada  |
| 2013 | Os Favoritos do Público                           | Casal Favorito (com Gabriel Soto) | Un refugio para el amor     | Indicada  |
| 2013 | Os Favoritos do Público                           | Beijo Favorito (com Gabriel Soto) | Un refugio para el amor     | Venceu    |
| 2015 | Prêmio TVyNovelas                                 | Melhor Atriz Protagonista         | Qué pobres tan ricos        | Indicada  |
| 2015 | Os Favoritos do Público                           | A Mais Bonita                     | Qué pobres tan ricos        | Venceu    |
| 2015 | Prêmios de la Agrupación de Periodistas Teatrales | Melhor Atriz em Comédia           | Los Bonobos                 | Venceu    |
| 2015 | Premios Juventud                                  | Minha Protagonista Favorita       | Que te perdone Dios         | Indicada  |
| 2016 | Prêmio TVyNovelas                                 | Melhor Atriz Protagonista         | Que te perdone Dios         | Indicada  |
| 2016 | Premios Juventud                                  | Minha Protagonista Favorita       | Que te perdone Dios         | Indicada  |
| 2018 | Prêmio TVyNovelas                                 | Melhor Atriz Protagonista         | Mi marido tiene familia     | Indicada  |
| 2019 | Prêmio TVyNovelas                                 | Melhor Atriz Protagonista         | Mi marido tiene más familia | Indicada  |